# 수원시 권선구 (선거구)
수원시 권선구는 대한민국의 옛 국회의원 선거구이다. 당시 경기도 수원시의 권선구 지역을 관할했다.

## 역사
1993년 2월, 수원시 권선구 을 선거구에 해당하는 지역이 팔달구로 독립했다. 이에 제15대 국회의원 선거를 앞두고 수원시 권선구 갑 선거구가 수원시 권선구 선거구로 개편되면서 신설되었다.
2003년 11월, 매교동, 교동, 매산동, 고등동이 팔달구에 편입되었다. 이에 제17대 국회의원 선거를 앞두고 해당 지역들이 수원시 팔달구 선거구로 넘어갔다.
대한민국 제19대 국회의원 선거를 앞두고 수원시 지역 선거구가 개편되었다. 이에 서둔동은 수원시 병에 편입되었으며 나머지 권선구 지역이 수원시 을 선거구를 형성하게 되면서 폐지되었다.

## 역대 국회의원
| 선거   | 정당 | 정당       | 의원   |
| ------ | ---- | ---------- | ------ |
| 1996년 |      | 신한국당   | 김인영 |
| 2000년 |      | 한나라당   | 신현태 |
| 2004년 |      | 열린우리당 | 이기우 |
| 2008년 |      | 한나라당   | 정미경 |

## 역대 선거 결과

### 대한민국 제15대 국회의원 선거
|  | 29.60% |

|  | 27.70% |

|  | 23.85% |

|  | 14.83% |

|  | 2.48% |

|  | 1.51% |

### 대한민국 제16대 국회의원 선거
|  | 40.51% |

|  | 34.28% |

|  | 13.08% |

|  | 7.88% |

|  | 4.22% |

### 대한민국 제17대 국회의원 선거
|  | 43.99% |

|  | 39.73% |

|  | 7.16% |

|  | 6.08% |

|  | 2.25% |

|  | 0.75% |

### 대한민국 제18대 국회의원 선거
|  | 41.23% |

|  | 38.16% |

|  | 9.66% |

|  | 5.20% |

|  | 4.71% |

|  | 1.01% |